# Pietro Ingrao
Pietro Ingrao (Lenola, 30 de março de 1915 – Roma, 27 de setembro de 2015) foi um jornalista e político italiano. Foi por muitos anos dirigente do Partido Comunista Italiano e presidente da Câmara dos deputados da Itália entre os anos de 1976 e 1979.

## Obras
Em italiano
- Ingrao P., "Volevo la luna", Einaudi, Torino, 2006;
- Ingrao P.,"Una lettera di Pietro Ingrao. Con una risposta di Goffredo Bettini", Cadmo, Fiesole, 2005;
- Ingrao P., "La guerra sospesa. I nuovi connubi tra politica e armi", Dedalo, Bari 2003;
- Ingrao P., Zanotelli A., "Non ci sto! Appunti per un mondo migliore", Manni, 2003;
- Ingrao P., Fortini F., Olivetti A., "Conversazione su «Il dubbio dei vincitori»", Cadmo, Fiesole, 2002;
- Ingrao P., "Variazioni serali", Il Saggiatore, 2000;
- Ingrao P., Rossanda R., "Appuntamenti di fine secolo", Manifestolibri, Roma, 1995;
- Ingrao P., "Interventi sul campo", CUEN, 1990;
- Ingrao P., "Il dubbio dei vincitori", Mondadori, Milano, 1986;
- Ingrao P., Aragona C., Brunetti M., "Parlamento, regioni, Mezzogiorno", Gangemi, 1982;
- Ingrao P., "Crisi e terza età. Intervista di Romano Ledda", Editori Riuniti, 1978;
- Ingrao P., "Masse e potere", Editori Riuniti, 1977;
- Ingrao P., "L'alta febbre del fare", Mondadori, Milano,